# Ernzen (Luxemburg)
Ernzen (Luxemburgs: Iernzen) is een plaats in de gemeente Larochette en het kanton Mersch in Luxemburg.
Ernzen telt 509 inwoners (2019).

## Infrastructuur
Langs de kleine plaats loopt een geasfalteerd fietspad dat het centrum van Larochette verbindt met de nabijgelegen gemeente Heffingen. Het fietspad – dat tot Ernzen op de bedding van een voormalige spoorlijn ligt – gaat van daaruit nog verder tot in Koedange.
De belangrijkste straat in de gemeente heet rue de Larochette (CR119), al staat die op vele stratenplannen verkeerdelijk als rue d'Ernzen aangegeven. Dat is de naam van diezelfde straat waar die op het grondgebied van Larochette ligt. Een andere grote straat is de Montée d’Ernzen die naar de achterzijde van de steengroeve Feidt leidt.

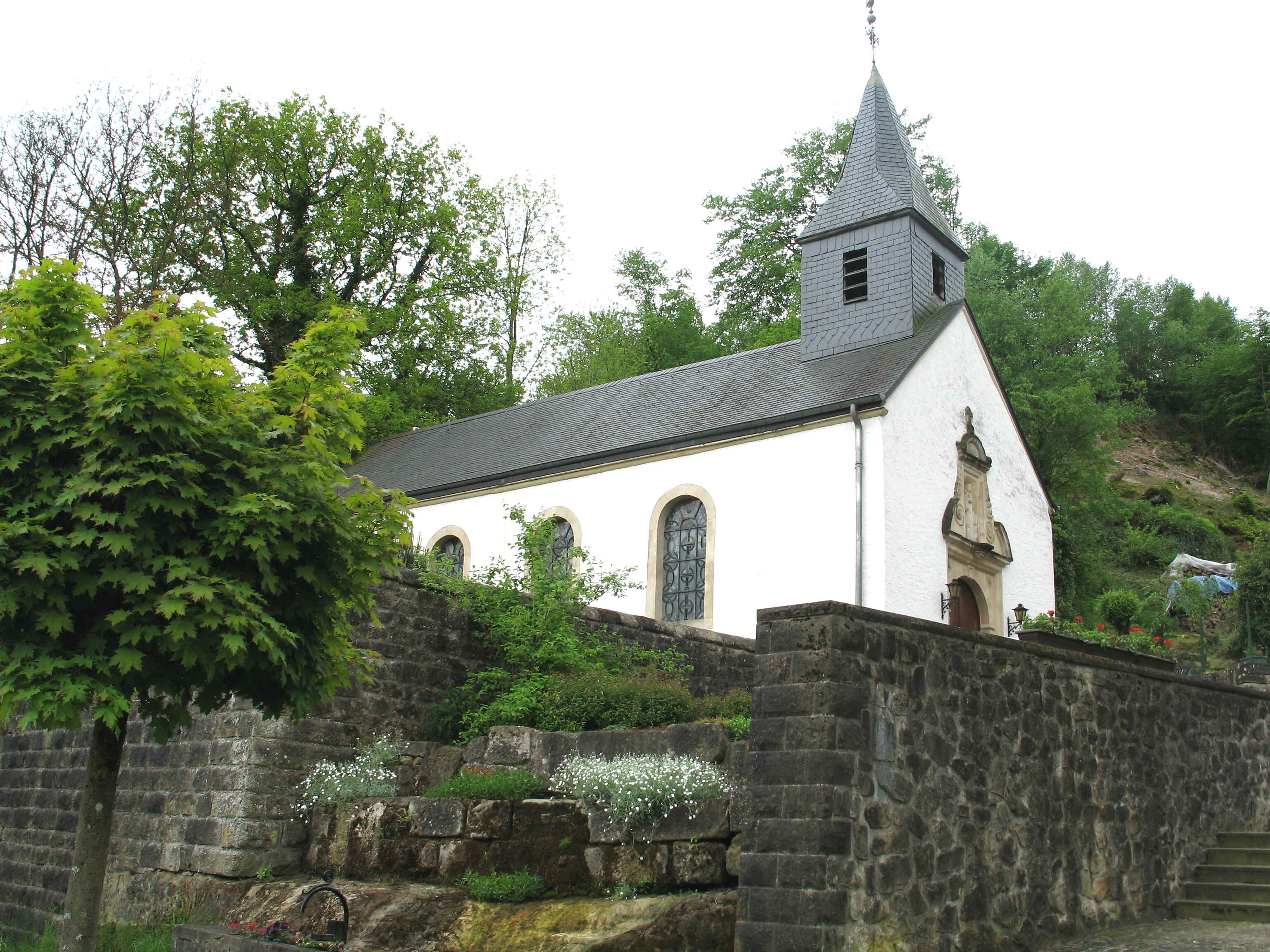
Kapel